# Der Diamant des Geisterkönigs
Der Diamant des Geisterkönigs ist eine Zauberposse mit Gesang in zwei Aufzügen von Ferdinand Raimund mit Musik von Joseph Drechsler und wurde am 17. Dezember 1824 im Theater in der Leopoldstadt in Wien uraufgeführt.

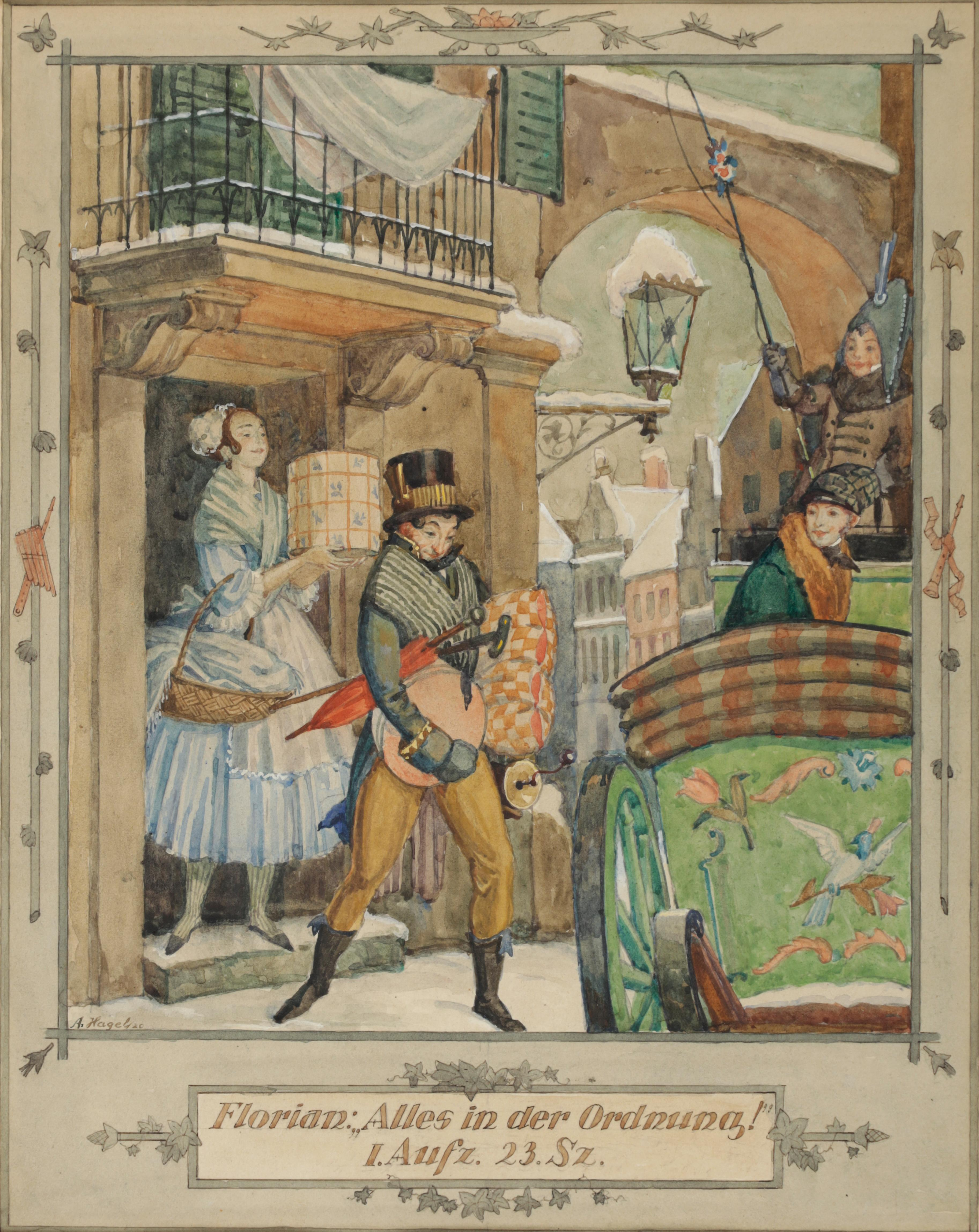
Alfred Hagel: Florian: „Alles in der Ordnung!“, Szene aus der Zauberposse Der Diamant des Geisterkönigs, Aquarell von 1920

## Inhalt
Als der Magier Zephises vom Blitz erschlagen und von Longimanus unter die Geister aufgenommen wurde, hinterließ er seinem Sohn Eduard kein Testament. Um an des Vaters Schätze zu gelangen, muss er in Longimanus’ Palast, was aber durch einige Prüfungen erschwert wird. So muss Eduard zuerst einen Berg besteigen und am Gipfel einen Ast vom Singenden Baum abbrechen. Pamphilius erklärt das Zustandekommen dieser Prüfung:
„Damit jedoch der Geisterfürst nicht mehr so belästigt werde, hat er den Ausspruch getan, daß von dem Augenblicke an kein Sterblicher sich seinem Palaste nähern dürfe, ehe er diesen Berg erstiegen und, ohne sich umzudrehen, einen Zweig von dem singenden Baume abgebrochen hat.“ (Erster Aufzug, vierte Szene)
Eduard entdeckt einen geheimnisvollen Raum, in dem die Schätze verborgen waren. Nur das kostbarste Stück, eine Statue aus rosenroten Diamanten fehlt und muss von Longimanus erbeten werden. Der kleine Genius Kolibri verspricht, ihn hinzubringen:
„Du kannst dir auch einen Bedienten mitnehmen, denn du scheinst mir ein sehr kommoder Herr zu sein.“ (Erster Aufzug, einundzwanzigste Szene)
Florian nimmt Abschied von seiner Braut Mariandl, Kolibri holt sie mit einem Postwagen ab und bringt sie zum Zauberberg. Dort wartet der Wächter Kolophonius, der alle, die sich beim Hinaufsteigen umdrehen, in ein Tier verwandelt. Vier Nymphen wollen Eduard verlocken, ein brennender Baum ihn abschrecken, zwei Griechen ihn überlisten, doch er erreicht den Singenden Baum. Nur Florian, der vier Küchenmädchen widersteht, zwei Soldaten ausweicht und einen Kellner abwimmelt, wird durch eine Truggestalt Mariandls zum Umdrehen verleitet und in einen Pudel verwandelt.
Als die beiden den Königspalast erreichen, verwandelt Longimanus Florian auf Eduards Bitte zurück. Diesem verspricht er die Statue unter einer Bedingung: Eduard muss ihm ein 18-jähriges Mädchen bringen, das noch nie gelogen hat. Als Beweis dafür wird sich Florian in ihrer Gegenwart wohlfühlen, falls sie aber schon gelogen hat, wird er sich unter Schmerzen krümmen. Florian klagt über sein Los:
„Sehen Euer Herrlichkeit, mir ist nur, wenn ich eine verrissene Physiognomie bekäme, meine Mariandl schauet’ mich in ihrem Leben nicht mehr an.“ (Zweiter Aufzug, fünfte Szene)
Eduard findet im „Land der Wahrheit und der strengen Sitte“, wo ausgerechnet die größten Lügner zu finden sind, die ehrliche Amine und verliebt sich in sie. Als er, wieder in den Palast zurückgekehrt, den Geist seines Vaters um Hilfe anfleht, weiß dieser nur eine einfältige Antwort:
„Ich bin dein Vater Zephises und habe dir nichts zu sagen als dieses!“ (Zweiter Aufzug, neunzehnte Szene)
Als Longimanus Amine nun als Braut wegführt, will Eduard ihn hindern, wird aber von Ungeheuern bedroht und aus dem Palast gewiesen – mit dem Hinweis, die Diamant-Statue befinde sich bereits in seiner Schatzkammer. Eduard will auf alle Schätze der Welt verzichten, wenn er nur Amine erhalte, doch in der Kammer stellt sich Amine als sein kostbarster Schatz heraus, denn Longimanus teilt ihm mit:
„Ich hab' dich nur auf die Prob' g'stellt, wenn dir das Geld lieber g'wesen wär', als sie, hättest du sie in deinem Leben nicht bekommen. Da hast du' s jetzt. Ein Weib, wie die sein wird, ist der schönste Diamant, den ich dir geben hab' können.“ (Zweiter Aufzug, zwanzigste Szene)

## Werksgeschichte
Zu Raimunds Zeit bestand das Repertoire der drei Wiener Vorstadtbühnen (Theater in der Leopoldstadt, Theater in der Josefstadt und Theater an der Wien) überwiegend aus Zauber- und Märchenspielen. Raimund folgte anfangs dieser Tradition, die schon den Dichtern vor ihm die Arbeit erleichtert hatte, da das Eingreifen und der Streit guter und böser Geister, die Personifizierung von Tugenden und Lastern, als dramatische Kürzel vom Publikum dankbar und kritiklos akzeptiert wurde.
Die Handlung beruht auf der Geschichte des Prinzen Seyn el-Asnâm, sowie der Geschichte der beiden Schwestern, die ihre jüngste Schwester beneiden, beide Erzählungen aus Tausendundeine Nacht. Schon vor Raimund hatte Carlo Gozzi die erste Geschichte bearbeitet und 1826 wurde im Theater in der Josefstadt eine romantisch-komische Feenoper nach diesem Vorbild aufgeführt. In einer angeblich von Raimund 1836 verfassten Selbstbiographie – die Autorenschaft wird von einigen Literaturhistorikern angezweifelt – schrieb er, dass er auf der Suche nach einem neuen Stoff die Sammlung Tausendundeine Nacht durchstöbert (in einer Übersetzung von Albert Ludewig Grimm 1824; nicht verwandt mit den Brüdern Jacob und Wilhelm Grimm) und Gozzis Werk erst viel später kennengelernt habe.
Die erste Geschichte erzählt, dass Prinz Seyn el-Asnâms Vater, der König von Basra, starb und dem Sohn im Traum befehlen ließ, eine Marmorhöhle mit acht Statuen zu finden. Dort erhält er den Auftrag, für den Dschann (Geisterkönig) eine makellose Braut zu suchen. Der Prinz erhält einen Spiegel, der nur dann klar bleibt, wenn die Jungfräulichkeit eines Mädchens erwiesen ist. Trotz seiner Liebe zu der endlich gefundenen Schönen, die ihn ebenfalls liebt, übergibt er sie schweren Herzens dem Dschann. Er wird aber von diesem dadurch belohnt, dass er sie zum Dank für seine Treue selbst zur Braut erhält.
Raimund änderte an der Erzählung praktisch nichts, bis auf einige dramaturgische Kleinigkeiten, die Verlegung der Handlung vom Orientalischen ins Wienerische und der Einfügung des braven Dieners Florian Waschblau (als „Ersatz“ für den Zauberspiegel) mit dessen getreuem Mariandl. Aus Vorsicht der strengen und allgegenwärtigen Zensur gegenüber änderte er die im Original geforderte Jungfräulichkeit des Mädchens in die Bedingung, noch nie gelogen zu haben – wie es übrigens auch in Grimms Übersetzung steht. Das „Land der Wahrheit und der strengen Sitte“ ist unverkennbar eine Anspielung auf das Österreich Metternichs und Sedlnitzkys, des Zensurdrucks und der Scheinheiligkeit. Wie schon im Barometermacher auf der Zauberinsel wird auch hier der Herrscher als verschlafen-gutmütige Parodie des österreichischen Kaisers Franz I. gezeichnet. Vom zweiten Märchen der Vorlage hatte Raimund die Besteigung des Zauberberges nahezu szenengenau übernommen.
Von der fünften Aufführung am 21. Dezember 1824 gibt es einen Theaterzettel: Ferdinand Raimund spielte die Rolle des Florian Waschblau, Friedrich Josef Korntheuer den Longimanus, Therese Krones das Mariandl, Katharina Ennöckl die Hoffnung. Das Stück wurde in anderthalb Monaten 21-mal vor ausverkauftem Haus gespielt und blieb auch weiterhin ein Publikumsmagnet. Am 27. November 1830 wählte es Raimund für seine eigene Benefizvorstellung.
In der Wienbibliothek im Rathaus wird ein eigenhändiges Manuskript Raimunds in einem gedruckten Umschlagdeckel mit einem Umfang von 33 Seiten, ohne Datumsangabe, aus dem Nachlass des Dichters aufbewahrt.
Das Duett Florian-Marianne Mariandl, Zuckerkandl war jahrzehntelang nahezu ein Volkslied und ist als (nunmehr sinnentleerter) Reim noch heute sporadisch anzutreffen.
Hans Christian Andersen hat, beeindruckt durch die schlichte Redlichkeit des Raimundschen Stückes, dieses unter dem Titel Mere end Perler og Guld (Mehr als Perlen und Gold) für die dänische Bühne bearbeitet. Das Werk wurde am 3. Oktober 1849 uraufgeführt.

## Spätere Interpretationen
Bei Rudolf Fürst wird darauf hingewiesen, dieses Werk Raimunds sei ein weiterer Schritt zur Annäherung der Geisterebene an die Menschenwelt nach dem Barometermacher auf der Zauberinsel. Der Sohn des Magiers Zephises ist dieses Bindeglied, das noch durch eine kleine Pikanterie verstärkt wird, wenn nämlich Longimanus sein einstiges Interesse an der Gattin des Zephises andeutet und Zephises’ Vaterschaft leise ironisiert. Auch hat Raimund ein neues Frauenbild in die Vorstadt-Posse eingebracht:
„Mit dem ‚Diamant‘ hat Raimund einen überraschenden Schritt über die Tradition hinaus gemacht, mag er auch eine Reihe von Motiven ihr noch entnommen haben. Er hat zwei von seinen Vorgängern grausam unterschätzte Gesellschaftsklassen zu Ehren gebracht, er hat die Frauen und die Diener mit freiem Auge und gütigen Herzen, unbeeinflußt von einer gehässigen und überheblichen Überlieferung, betrachtet und hat sie, die man nur noch in der Verzerrung zu sehen bekam, für seine Kunst neu erworben.“
Auch Kurt Kahl stellt fest, dass es Raimunds Verdienst war, den alten Zauberapparat des Vorstadttheaters beseelt, ja geradezu vermenschlicht zu haben. Wo er die überirdischen Instanzen einfach aus der Vorlage übernommen hat, lasse die dramatische Wirkung nach. Raimund habe mit diesem Werk auch als Dichter gelernt, auf eigenen Beinen zu stehen. Der Burgschauspieler Karl Ludwig Costenoble notierte in seinem Tagebuch:
„Raimund hat mit seinem ‚Diamant‘ einen großen Glanz über seinen bereits erworbenen Ruhm verbreitet. Wie weit steht dieses Stück über dem ‚Barometermacher‘!“
In der Figur des Florian Waschblau sieht Kahl den legitimen Vorgänger des ebenso treuen Dieners Valentin im Verschwender.
Franz Hadamowsky meint, dass Raimund im Gegensatz zum Barometermacher auf der Zauberinsel nicht mehr so eng dem Vorlagentext gefolgt sei. Seine Zusätze stammen allerdings aus dem überlieferten Märchengut und lokalen Traditionen, wie beispielsweise die Erfüllung von Aufgaben, dem Singenden Baum und der Rahmenhandlung am Hofe des Geisterkönigs Longimanus. Eduards Proben hätten in der „Feuer- und Wasserprobe“ des Librettos der Zauberflöte von Emanuel Schikaneder ein klassisches Vorbild.
Hein/Mayer schreiben, die Komik des Stückes diene ganz der Lehrhaftigkeit, werde aber ebenso als Kontrast zur allegorischen Handlung verwendet. Die Farblosigkeit des „ernsthaften“ Liebespaares Eduard-Amine komme daher, dass es zugleich Menschen u n d Rollenträger darstelle uns sich deshalb nicht zu Charakteren entwickeln könnte. Man könne in diesem Stück auch Biographisches sehen (Raimunds Verhältnis zu seiner wahren Liebe und Lebensgefährtin Toni Wagner), auch eine Kritik an der verlogenen Zeitmoral mit ihrem Untertanengehorsam (der Weg Eduards durch alle Prüfungen, das Verlassen des treuen Dieners, der Verzicht auf die Geliebte) könne hinein interpretiert werden.

## Neuzeitliche Aufführungen
Im April 1944 nütze der Regisseur Günther Haenel am Wiener Volkstheater Raimunds Stück zu einer erstaunlich deutlichen Demonstration theatralischen Widerstandes, indem er Raimunds Märchenland stilistisch im Nazi-Deutschland der Gegenwart ansiedelte. Das Bühnenbild Gustav Mankers persiflierte für das Land der Wahrheit im Stück die monumentale NS-Ästhetik mit Statuen im Stile Arno Brekers und paraphrasierte das Symbol des KdF-Rades und den deutschen Reichsadler, die Kostüme von Eli Rolf waren Anlehnungen an BDM und Hitler-Jugend. Karl Kalwoda, der Darsteller des Königs Veritatius, sprach sogar in abgehackten Sätzen und lieferte in Gestik und Haltung eine Hitler-Parodie. Am Ende der Szene wurde für eine Ballonfahrt der Satz „Die Zukunft liegt in der Luft!“ hinzugefügt.
Das Stück wurde 1992 vom ORF verfilmt, Regie führte Ernst Wolfram Marboe; in den Hauptrollen waren Ulrich Reinthaller als Eduard, Alexander Lutz als Florian, Wolfgang Gasser als Longimanus, Thaddäus Podgorski als Pamphilius, Guido Wieland als Zephises, Herbert Fux als Aladin und Ulrike Beimpold als Mariandl zu sehen.